# جوليان فرحات
جوليان فرحات (9 أبريل 1980-) ممثل لبناني.

## حياته ومشواره المهني
بدايته كان من خلال مسلسل «حلم آذار» عام 2006 للمخرج مروان النجار انطلاقته كانت من خلال السينما في فيلم «وهلأ لوين» للمخرجة نادين لبكي، الذي قدّمته فيه بدور بطولة، انتقل بعدها للتلفزيون من خلال مسلسل الحب الحقيقي والذي جسد فيه شخصية «راكان» كما شارك الفنانة ميريام فارس في كليب«كيفك إنت» للمخرج «سيمر سرياني»  أدمن المخدرات فترة طويلة، لكنه توقف وتعالج من خلال السفر وقد تم سجنه لأكثر من شهر بجرم تعاطي المخدرات، كما تم التحقيق معه على مدى سبع سنوات بتهمة عبادة الشيطان، انطلاقا من أنه في فترة من الفترات كان يرتدي ثيابا غريبة ويطيل شعره ويضع قرطا في أذنه فظن مجتمعه أنه يعبد الشيطان مؤكدا بأنه مسيحي مؤمن وشفيعه هو مار توما، كما شارك في مشاريع التخرج التمثيلية لتلاميذ الجامعات بالمجان 
شهرته في العالم العربي جاءت بعد تقديمه دور «ركان» حبيب وزوج باميلا الكيك في مسلسل الحب الحقيقي عام 2017. عام 2019 شارك الفنانة جوي حاكمة في كليب «اعتذر» للمخرجة ديما أبو رجيلي

## أعماله

### في التلفزيون
| سنة الإنتاج | اسم المسلسل       | الشخصية       |
| ----------- | ----------------- | ------------- |
| 2021        | شريعة الغاب       |               |
| (2019)      | خمسة ونص          | (سبع)         |
| (2018)      | الحب الحقيقي (ج2) | (راكان منصور) |
| (2017)      | كاراميل           | (إياد)        |
| (2017)      | الحب الحقيقي (ج1) | (راكان منصور) |
| (2006)      | حلم آذار          |               |

### في السينما
| سنة الإنتاج | الفيلم            | الشخصية  |
| ----------- | ----------------- | -------- |
| (2020)      | المفاتيح المتكسرة | [ 6 ]    |
| (2017)      | ليلك              |          |
| (2017)      | Fourteen          |          |
| (2017)      | يوم ببيروت        |          |
| (2016)      | بيت البحر         |          |
| (2016)      | Nocturne in Black | (القائد) |
| (2016)      | غواصة             | (إيلي)   |
| (2015)      | Fade out          |          |
| (2014)      | إنسان حيوان شيء   | (نور)    |
| (2014)      | هند               | (شريف)   |
| (2014)      | Apres             | (هاني)   |
| (2013)      | وينن              |          |
| (2011)      | وهلأ لوين         | (ربيع)   |

## جوائز
- (2014): أفضل ممثل لبناني في فيلم روائي طويل عن فيلم الفراغ[7] حفل الجوائز اللبنانية لبنان
- (2018): موريكس تكريمي للممثل اللبناني جوليان فرحات كظاهرة العام عن دوره في مسلسل «الحب الحقيقي» الموريكس دور  لبنان[8]